# 온주쿠역
온주쿠역(일본어: 御宿駅, おんじゅくえき)은 일본 지바현 이스미군 온주쿠정에 있는 동일본 여객철도의 철도역이다.
단선 구간과 복선 구간의 경계로, 나미하나 역 방면으로는 단선, 가쓰우라 역 방면으로는 복선 구간이다. 특급 《와카시오》 호가 정차한다.

## 역 구조
섬식 1면 2선 구조의 지상역이다. 역사와 승강장은 과선교로 이어져 있다.
가쓰우라역이 관리하며, 역 업무는 JR 지바 철도 서비스가 대신 하고 있다. 역무원이 자리를 비우는 시간에 대비해 승차역 증명서 발행기가 놓여 있으며, 초록 창구는 오전 6시 30분부터 오후 8시까지만 영업한다. 자동 개찰기에서 스이카 및 제휴 교통카드의 사용이 가능하다.

### 승강장
| 1 | ■ 소토보 선 (하행) | 가쓰우라 · 아와카모가와 방면                |
| 2 | ■ 소토보 선 (상행) | 오하라 · 모바라 · 오아미 · 소가 · 지바 방면 |

## 역세권 정보
- 온주쿠 해안 - 2km에 걸쳐 있는 백사장으로, 가토 마사오가 쓴 시와, 그 시를 바탕으로 작곡가 사사키 스구루가 쓴 같은 이름의 동요인 《달의 사막》의 모티브가 되었다고 전해지는 장소이다. 시를 쓴 가토는 청소년 시절 결핵을 앓고 있었을 때, 요양을 위해 지바 현 이스미 군 온주쿠 정에서 살았다. 시에 등장하는 "두 마리의 낙타 위에 탄 왕자님과 공주님"의 동상과, 가토가 손수 쓴 《달의 사막》시비, 그리고 달의 사막 기념관이 있다.

## 역사
- 1913년 6월 20일 - 일본국유철도의 역으로 개업하였다.
- 1987년 4월 1일 - 민영화에 따라 동일본 여객철도의 소속이 되었다.
- 2009년 3월 14일 - 스이카의 사용이 개시되었다.

## 인접역
| 동일본 여객철도 소토보선 | 동일본 여객철도 소토보선 | 동일본 여객철도 소토보선   |
| ------------------------ | ------------------------ | -------------------------- |
| 나미하나 지바 방면       | ■ 소토보 선              | 가쓰우라 아와카모가와 방면 |